# Jens Evensen
Jens Ingebret Evensen (5 novembre 1917 - 15 février 2004) est un avocat, juge, homme politique (Parti travailliste), ministre du Commerce, expert en droits offshore internationaux, membre de la Commission du droit international et juge à la Cour internationale de justice de La Haye.
Il négocie l'accord commercial de la Norvège avec la Communauté économique européenne en 1972 en tant que ministre du Commerce, dans les gouvernements de Trygve Bratteli et d'Odvar Nordli. Il occupe ensuite le poste de ministre du droit maritime jusqu'en 1979. Il travaille pour garantir les revenus du gouvernement provenant des découvertes pétrolières norvégiennes. Le traité des Nations Unies sur les océans (1982) est fondamentalement basé sur les travaux d’Evensen.

## Jeunesse
Evensen grandit dans un environnement ouvrier à Oslo. Il est le fils de Jens Evensen (1877-1957) et de Hanna Marie Victoria Bjerkås (1885-1958). Son père est un boucher prospère à Grønland. Son père distribuait régulièrement de la viande et des saucisses aux personnes défavorisées de l'est d'Oslo et Evensen lui-même aide à soutenir ceux qui n'ont ni travail ni nourriture. Evensen devait à l'origine reprendre la boucherie de son père
En 1936, Evensen s'inscrit à la faculté de droit de l'Université d'Oslo. Son premier emploi après avoir obtenu son diplôme est au cabinet d'avocats Folkvard Bugge. Le cabinet est spécialisé dans l'aide aux locataires pour faire valoir leur droit légal d'acheter les appartements dans lesquels ils vivent. Evensen aide les locataires, dont beaucoup étaient analphabètes, et leur explique leurs droits.
Pendant l'occupation allemande de la Norvège, Evensen entre dans le mouvement de résistance norvégien, aidant, entre autres, à créer de faux papiers d'identité. Après la Seconde Guerre mondiale, il est procureur dans un certain nombre de procès pour trahison intentés par le gouvernement norvégien contre des collaborateurs lors de la purge judiciaire d'après-guerre. C'est là qu'il commence le vaste travail de recherche de ce que le chef collaborationniste Vidkun Quisling et ses subordonnés ont volé pendant la guerre. Néanmoins, Evensen se distancie de la peine de mort finalement prononcée contre Quisling.
En 1947, il se rend aux États-Unis pour poursuivre ses études. Il obtient une bourse de John D. Rockefeller Jr. et commence ses études à l'Université Harvard. Il s’agit d’un environnement international où il se lie d’amitié avec de nombreuses personnes du secteur pétrolier.

## Carrière
Evensen dirige le département juridique du ministère norvégien des Affaires étrangères de 1961 à 1973. La Norvège n’est pas préparée lorsque des représentants de Phillips Petroleum aux États-Unis arrivent en Norvège en 1962 pour demander des droits d’exploration pétrolière en mer du Nord. Evensen relève le défi et commence à développer les bases des revendications juridiques du pays sur le plateau continental norvégien. Les anciens premiers ministres Odvar Nordli et Kåre Willoch saluent le travail d'Evensen pour garantir les droits de la Norvège sur les ressources offshore, ce qui, à son tour, donne naissance à l'industrie pétrolière du pays.
Il devient plus tard un homme politique, faisant campagne contre l'adhésion à la Communauté économique européenne. Il est également ministre du Commerce pour le Parti travailliste. Il est à la fois respecté et controversé et provoque la colère de ses collègues du Parti travailliste lorsqu'il accepte de partager la gestion des ressources halieutiques de la mer de Barents avec l'Union soviétique.
Son principal assistant, Arne Treholt, est plus tard reconnu coupable d'espionnage pour le compte de l'Union soviétique, et Evensen n'aurait jamais surmonté le choc et la déception.
Evensen entre également en conflit avec le ministre des Affaires étrangères Knut Frydenlund en 1980, lorsque ce dernier soutient une zone dénucléarisée dans les pays nordiques.
Il reste un expert international des droits offshore et contribue à la création de zones économiques s'étendant sur 200 milles marins (370,4 km) vers la mer. Il est ensuite juge à la Cour internationale de La Haye, où il siège jusqu'en 1993.
Il est décédé en février 2004.

## Sources
- Berit Ruud Retzer (1999) Jens Evensen : Makten, myten og mennesket : en uautoriseret biografi (Oslo] : BBG Forl. ) (ISBN 978-8299506809)